# Nick Jr. (Brasil)
A Nick Jr. Brasil é um canal de televisão paga com 24 horas dedicado às crianças em fase pré-escolar que promove o desenvolvimento infantil ao usar a filosofia “brincar aprendendo”. Sua programação revolucionou a televisão infantil nos Estados Unidos, Ásia e Europa e agora chega à América Latina. Os desenhos encorajam as crianças a pensarem, resolverem problemas, desenvolverem habilidades cognitivas, como também a auto-estima.
Desde 19 de setembro de 2023, o canal mudou de feed, com os feeds Pan-Regional e México, usado na maior parte do Nick Jr. Europa Central e Oriental (CEE). A Nick Jr. LA (Feed México) mudou para o feed europeu no dia 19 de setembro de 2023 às 06h00, no entanto, ao contrário dos canais infantis do Nick Jr. no resto da América Latina, incluindo promoções localizadas e continuidade, além de continuar a exibir os créditos finais da programação.
Entre 2 de Abril de 2008 até 2 de novembro de 2017, o canal era exclusivamente em português, quando foi lançado em Portugal.

## Nick Jr. HD
Em 2016, a Viacom disponibilizou para a América Latina um sinal em High Definition do Nick Jr. com faixas de áudio para o Brasil (em português) e o outro, para o América Latina (em espanhol). No Brasil, apesar de a Viacom anunciar que o canal seria disponibilizado pela Sky logo em seu lançamento, o mesmo só veio a ser oficialmente distribuído por ela em 30 de junho de 2017. O canal está disponível operadoras Sky, Algar TV, TVN, Cabo Telecom e Oi TV. Sua programação não é Simulcast, ou seja, não exibe a mesma programação do canal de definição padrão (SD).
No mesmo ano, o Nick Jr. HD passa a ser Simulcast no Brasil transmitindo a mesma programação em SD e HD. A Sky Brasil é a primeira TV por assinatura que passou a transmitir o sinal Simulcast ao invés do sinal normal.

### Sinal emWidescreen
No dia 30 de março de 2017, o sinal da versão SD do canal passou a ser transmitido em Widescreen, uma versão semelhante a em alta definição para uma melhor qualidade de som e imagem. A estreia do sinal Widescreen foi às 06:00.
No dia 30 de junho de 2017, a versão HD, passou a ter a programação simulcast ao SD (padrão).